# 8314 Tsuji
8314 Tsuji este un asteroid din centura principală de asteroizi.

## Descriere
8314 Tsuji este un asteroid din centura principală de asteroizi. A fost descoperit pe 25 octombrie 1997 la Kitami de Kin Endate și Kazuro Watanabe. El prezintă o orbită caracterizată de o semiaxă mare de 3,18 ua, o excentricitate de 0,13 și o înclinație de 1,5° în raport cu ecliptica.